# Joachim Schröder
Joachim Schröder – wschodnioniemiecki judoka.
Zdobył trzy medale na mistrzostwach Europy w latach 1965 - 1967. Mistrz NRD w 1968 roku.